# Robert Bolling (poète)
Pour les articles homonymes, voir Bolling.
Robert Bolling, né le 17 août 1738 dans le Comté de Buckingham et mort le 21 juillet 1775 à Richmond en Virginie, est un planteur, poète et homme politique américain.

## Biographie
Arrière-petit-fils de Robert Bolling (en) (1646-1709), un des premiers colons de l'Amérique, il a été membre de la Chambre des Bourgeois de Virginie.

## Œuvres
Bien qu'il ait, au cours de sa vie, publié au moins 35 poèmes dans différents périodiques, plus que tout autre colon à l'époque, la plupart de ses œuvres sont restées manuscrites et non publiées. Ses mémoires intitulés A Memoir of a Portion of the Bolling Family in England and Virginia ont été publiés à titre posthume en 1868 (écrites à l'origine en français et traduites par la suite).